# Zwischenbild

Prinzipieller Strahlengang im Astronomischen Fernrohr. Das Objektiv (1) erzeugt vom Objekt (4) ein reelles, umgekehrtes Zwischenbild (5), das man mit einer „Lupe“ (Okular 2) betrachtet. Das Auge (3) sieht ein winkelmäßig vergrößertes, virtuelles Bild (6) in scheinbar großer Entfernung (strichlierte Parallelstrahlen).

Das Zwischenbild ist bei optischen Instrumenten (wie beispielsweise in der Lichtmikroskopie) das vergrößerte Bild des Objekts, das vom Objektiv erzeugt wird. Typische heutige Lichtmikroskope werden als zusammengesetzte Mikroskope bezeichnet, da die Vergrößerung in zwei Stufen erfolgt. Das vom Objektiv erzeugte seitenverkehrte Zwischenbild wird vom Okular ein weiteres Mal vergrößert.
Beim Zwischenbild handelt es sich um ein reelles Bild, also ein Bild, das auch von einer Mattscheibe aufgefangen werden könnte. Seine Größe entspricht direkt der Maßstabszahl des Objektivs, das heißt, dass bei Verwendung eines 20x-Objektivs jede Struktur im Zwischenbild genau um den Faktor 20 größer ist als in Wirklichkeit.
Bei einer Nachvergrößerung mit einem 10x-Okular ergibt sich also in diesem Beispiel eine Gesamtvergrößerung von 200-fach.
Das Zwischenbild befindet sich in der vorderen Brennebene des Okulars, damit der Betrachter das mikroskopische Bild als im Unendlichen liegend sieht. Um das Zwischenbild von verschieden stark vergrößernden Objektiven in der gleichen Ebene abzubilden, werden die Objektive je nach Brennweite in unterschiedlich lange Fassungen eingebaut.